# Jacques de Billy
Jacques de Billy (Compiègne, 18 de março de 1602 – Dijon, 14 de janeiro de 1679) foi um astrônomo e matemático jesuíta francês.
De Billy estudou em colégios jesuítas na então província francesa da Champanhe, onde lecionou matemática. Por exemplo lecionou em 1629/1630 em Pont-à-Mousson onde estudou teologia e em 1631 a 1633 lecionou em Reims. Um de seus alunos lá foi Bachet de Méziriac. Lecionou depois em Grenoble, em Châlons-en-Champagne, Langres, Sens e de 1665 a 1668 em Dijon, onde Jacques Ozanam foi um de seus alunos.
De Billy correspondeu-se com Pierre de Fermat sobre teoria dos números. Uma coleção de problemas das cartas de Fermat com um ensaio de De Billy sobre a teoria dos números de Fermat foi publicada postumamente pelo filho de Fermat, Samuel, na edição de Diofanto de Fermat 1670 em um apêndice (Doctrinae analyticae inventum novum). Estes problemas permitem uma visão no procedimento matemático de Fermat na solução de equações diofantinas. De Billy publicou diversos tratados matemáticos e livros-texto.
Publicou também tabelas astronômicas, como tabelas para os eclipses de 1656 a 1693.
A cratera lunar Billy é denominada em sua memória.

## Obras
- Abrégé des préceptes d'algèbre, 1637
- Nova geometricae clavis algebra, 1643
- Tractatus de proportione harmonicae, 1658
- Diophantus geometria sive opus contextum ex arithmetica et geometria simul, 1660
- Das Inventum Novum ist in Fermat, Oeuvres, III (hrsg. von Paul Tannery), Paris 1896, S. 325–398